# Ниддуй
Ниддуй (ивр. נִדּוּי‎) — временное отлучение от общины, сопровождающееся разного рода ограничениями. Форма наказания, налагаемая еврейским судом. Ближайший аналог — христианская епитимья.

## Условия наложения ниддуй
Ниддуй продолжается обычно в течение 30 дней. Срок может быть удвоен или утроен. Ниддуй мог произнести 1 раввин.
Человек, подпавший под ниддуй, должен:
- одеться в траур,
- ему нельзя стричься,
- он должен держаться на расстоянии 4 шагов от евреев;
- он может посещать синагогу, но ему нельзя входить через общие ворота.

## Причины наложения ниддуй согласно Талмуду
В Талмуде написано о 24 причинах, по которым еврей может быть наказан формой отлучения ниддуй. Маймонид перечислил следующие:
1. если еврей оскорбляет учёного еврея, даже после его смерти;
2. если еврей свидетельствует против еврея в нееврейском суде, из-за чего еврей теряет деньги, которые не были бы конфискованы еврейским судом;
3. если еврей оскорбляет свидетеля-еврея в суде;
4. если еврей называет другого еврея «рабом»;
5. если еврей отказывается явиться в суд в назначенное время;
6. если еврей небрежно обращается с любыми заповедями Торы;
7. если еврей отказывается подчиняться решению еврейского суда;
8. если еврей держит в личной собственности вещь или животное, которое может причинить вред другим евреям, такие как сломанная лестница или дикое животное;
9. если еврей продаёт недвижимость нееврею без учёта причинения возможного вреда неевреем его соседям-евреям;
10. если священник, продающий мясо, присвоит себе всё мясо жертвенных животных;
11. если еврей нарушит шаббат;
12. если еврей будет работать вечером перед наступлением Песаха;
13. если еврей богохульствует;
14. если еврей заставляет других осквернять имя Бога;
15. если еврей заставляет других есть священное мясо за пределами Иерусалима;
16. если еврей самостоятельно производит расчёты календаря за пределами Израиля и отмечает еврейские праздники в соответствии со своими расчётами;
17. если еврей «положит камень преткновения на пути слепого», то есть искусит другого еврея к греху;
18. если еврей мешает общине совершить какое-либо религиозное действие;
19. если еврей продаёт запрещённое мясо под видом кошерного;
20. если шохет забудет показать нож раввину для проверки;
21. если еврей ругает сам себя;
22. если еврей женится для деловых отношений на чьей-либо разведённой жене-еврейке;
23. если раввин станет объектом скандала;
24. если несправедливо отлучили кого-либо.

## Наиболее известные случаи наложения ниддуй
- Рабби Акавия (конец I — начала II веков н. э.), входивший в число составителей Мишны, подвергся ниддуй до самой смерти. Причина — непочтительный отзыв о своих учителях.